# Жоравович Дмитро Олексійович
Жоравович Дмитро Олексійович (нар. 21 травня 1978, м. Харків, Україна) — український державний службовець, юрист, адвокат. Займав посаду тимчасового керівника Національного агентства з питань виявлення, розшуку та управління активами, одержаними від корупційних та інших злочинів (АРМА).

## Життєпис
Народився 21 травня 1978 року у місті Харкові у сім'ї  інженера Олексія Жоравовича, який викладав у  Харківському механічному технікумі імені О.О. Морозова, а нині займається підприємницькою діяльністю.
Навчався у Харківській гімназії № 6. Стажувався у США та Канаді як переможець конкурсу серед кращих учнів старших класів.
У 2000 році здобув магістерський ступінь у Національній юридичній академії України імені Ярослава Мудрого за спеціальністю «Правознавство».
У 2013 році захистив дисертацію на здобуття наукового ступеня кандидата юридичних наук за спеціальністю «Господарське право, господарсько-процесуальне право».

## Професійна діяльність
Протягом 2002—2003 років працював на посаді заступника керівника апарату ради з організаційних питань — начальника організаційного відділу апарату ради Харківської міської ради.
З липня 2019 року очолював Північно-Східне міжрегіональне територіальне управління (МТУ) АРМА у Харкові. Пізніше очолив Південно-Східне МТУ АРМА у Дніпрі.
Згідно з постановою Кабміну 4 серпня 2021 року призначений тимчасовим керівником АРМА.

## Адвокатська та юридична практика
У 2000 році працював юрисконсультом юридичного відділу ТОВ «Юридична міжнародна служба».  
У 2003 році отримав свідоцтво на право зайняття адвокатською діяльністю, видане Харківською обласною кваліфікаційно-дисциплінарною комісією адвокатури.
З квітня  2003 року зареєстрований як фізична особа-підприємець з основним видом діяльності – надання юридичних послуг (діяльність у сфері права). 
З 2004 року член Спілки адвокатів України.
У березні 2012 року створив юридичний холдинг, до складу якого увійшли чотири юридичні компанії. Юридичні послуги надавалися в галузях цивільного, господарського, трудового, податкового, адміністративного, кримінального, антимонопольного та конкурентного права тощо.

## Особисте життя
Одружений з 2005 року. Дружина — Оксана Макаренко, суддя Господарського суду Харківської області, кандидатка юридичних наук. Подружжя виховує трьох дітей.